# Sithonia
Sithonia is het middelste schiereiland van Chalcidice in Griekenland. Het ligt ten westen van Athos en ten oosten van Kassandra. Men kan het schiereiland per bus vanuit Thessaloniki bereiken.
Tussen Sithonia en Athos ligt de Golf van Athos en tussen Sithonia en Kassandra de Golf van Toronaios.
Het landschap van Sithonia is ruig en delen zijn bergachtig. Verder heeft het schiereiland zeer veel stranden en er liggen diverse dorpjes op.
Enkele plaatsen die op Sithonia liggen:
- Pirgadikia
- Salonikiou
- Agios Nikolaos
- Metamorfosi
- Nikiti
- Vourvourou
- Armenistis
- Platanitsi
- Sarti
- Sikia
- Kalamitsi
- Porto Koufo
- Neos Marmaras

Sithonia (Grieks: Σιθωνία) is sedert 2011 een fusiegemeente (dimos) in de Griekse bestuurlijke regio (periferia) Centraal-Macedonië.
De twee deelgemeenten (dimotiki enotita) van de fusiegemeente zijn:
- Sithonia (Σιθωνία)
- Toroni (Τορώνη)